# Кам'янська сільська рада (Новомиргородський район)
Кам'янська сільська́ ра́да — орган місцевого самоврядування Новомиргородського району Кіровоградської області. Центр сільської ради — село Кам'янка.
Площа — 25,96 км². Населення — 748 чоловік.

## Населені пункти
- с. Кам'янка

## Склад ради
Рада складається з 13 депутатів та голови.

### Керівний склад ради
| ПІБ                       | Основні відомості                                                                           | Дата обрання | Дата звільнення |
| ------------------------- | ------------------------------------------------------------------------------------------- | ------------ | --------------- |
| Поліщук Андрій Васильович | Сільський голова, 1946 року народження, освіта, безпартійний                                | 26.03.2006   | 31.10.2010      |
| Самойленко Павло Іванович | Сільський голова, 1975 року народження, освіта середня спеціальна, член партії Єдиний Центр | 31.10.2010   |                 |

Примітка: таблиця складена за даними джерела

## Населення
Згідно з переписом УРСР 1989 року чисельність наявного населення сільської ради становила 1827 осіб, з яких 835 чоловіків та 992 жінки.
За переписом населення України 2001 року в сільській раді мешкало 748 осіб.

### Мова
Розподіл населення за рідною мовою за даними перепису 2001 року:
| Мова       | Відсоток |
| ---------- | -------- |
| українська | 94,12 %  |
| російська  | 3,48 %   |
| молдовська | 1,20 %   |
| вірменська | 0,94 %   |
| гагаузька  | 0,13 %   |